# David Preiss
David Preiss (* 21. ledna 1947 Praha) je český matematik, který se zabývá matematickou analýzou, zejména geometrickou teorii míry. Od roku 1990 působí ve Velké Británii.

## Život a dílo
Preiss studoval od roku 1965 na Matematicko-fyzikální fakultě Univerzity Karlovy v Praze, kde získal v roce 1970 doktorát. V roce 1979 získal titul kandidáta věd. Do roku 1990 působil na Karlově univerzitě, poté byl jmenován profesorem v Londýně na University College London a v současné době je profesorem University of Warwick.
Kromě klasické reálné analýzy se zabývá zejména geometrickou teorii míry, která studuje interakci mezi geometrií a měřením velikosti (například ploch) v euklidovských i velmi obecných prostorech.
Od roku 2003 je čestným členem Učené společnosti České republiky.
V roce 2008 získal David Preiss za vědecké úspěchy v oblasti matematiky cenu Pólya Prize (je pojmenována po maďarském matematikovi George Pólyolvi, uděluje ji London Mathematical Society), v roce 2011 Ostrovského cenu (Alexander Ostrowski byl dlouholetým profesorem na univerzitě v Basileji, cenu od roku 1989 uděluje každé dva roky "Nadace Ostrowski"). V roce 2012 získal pětiletý grant od Evropské rady pro výzkum, jehož cílem bylo vyvinout nové metody v oblasti analýzy. V roce 2021 byl oceněn českou Cenou Neuron, kterou uděluje Nadační fond Neuron na podporu vědy.

## Publikované práce (výběr)
- Geometry of measures in Euclidean n-space: distribution, rectifiability, and densities. Annals of Math. (2) 125 (1987), s. 537–643
- A general mountain pass principle for locating and classifying critical points (s Nassifem Ghoussoubem). Analyse non linéaire, 6 (1989), s. 321–330
- Differentiability of Lipschitz functions on Banach spaces. J. Functional Anal., 91 (1990), s. 312–345
- Measures on Banach spaces are determined by their values on balls (s Jaroslavem Tišerem). Mathematika, 38 (1991), s. 391–397
- Tangent measure distributions of fractal measures (s Peterem Mörtersem). Math. Ann., 312 (1998), s. 53–99
- Directional derivatives of Lipschitz functions (s Luďkem Zajíčkem). Israel J. Math., 125 (2001), s. 1–27
- Geometric measure theory in Banach spaces. In W. B. Johnson: Handbook of the Geometry of Banach spaces. North Holland, 2003, díl 2, s. 1519–1546
- Frechet differentiability of Lipschitz functions and porous sets in Banach spaces (s Joramem Lindenstraussem a Jaroslavem Tišerem). J. Eur. Math. Soc., 12 (2010), díl 2, s. 385-412.